# Nemzetközi Távközlési Egyesület
A Nemzetközi Távközlési Egyesület (angolul International Telecommunication Union, ITU) az ENSZ mellett működő szakosított szervezet, melynek feladata a nemzetközi távközlési együttműködés elősegítése. Az ITU különböző bizottságai ajánlásokat adnak ki, amelyek figyelembe vételével dolgozzák ki az egyes országok kormányai a távközléssel kapcsolatos jogszabályokat.
Alapokmányában rögzített célja többek között a távközlés elérhetővé tétele a világ minden lakosa számára, a távközlési szolgáltatások használatának elősegítése a békés kapcsolatok megkönnyítésének céljából.
A célok elérése érdekében gondoskodik a rádiófrekvenciás spektrum nemzetközi szintű felosztásáról (ITU-R), a távközlés világméretű szabványosításáról (ITU-T), segítséget nyújt a fejlődő országoknak (ITU-D). Az ITU elődjét  International Telegraph Union néven1865-ben alapította 20 európai állam. A szervezetnek jelenleg 191 tagállama van. Magyarország 1866-ban csatlakozott az elődszervezethez.

## Az ITU feladatai
Az ITU nemzetközi szervezet, melynek feladata olyan nemzetközi szintű jogszabályok alkotása, melyek törvényi hátteret adnak a távközlési rendszerek zavartalan működtetéséhez.
- Távközlési szabványokat, úgynevezett ITU-T ajánlásokat(wd) határoz meg;
- Sávterveket készít, és a kor kihívásainak megfelelően karbantartja azt.

A jogszabályainak megalkotásához figyelembe vesz technológiai, üzleti, politikai szempontokat is.

## ITU régiók és zónák
Az ITU a Földet 3 régióra és 90 zónára osztja. Az egyes régiókban a sávtervek, és a rádióhasználati szabályzatok kis mértékben eltérnek egymástól.
- 1. régió: Európa, Afrika, Közel-Kelet, Oroszország ázsiai része
- 2. régió: Észak- és Dél-Amerika, Grönland
- 3. régió: Ázsia, Ausztrália és Óceánia

Magyarország az 1. régióban és a 28-as zónában található.